# Granat (roślina)
Granat, granatowiec (Punica L.) – rodzaj drzew i ciernistych krzewów z rodziny krwawnicowatych. Obejmuje jedynie dwa gatunki – granat właściwy P. granatum ze wschodniej części basenu Morza Śródziemnego, sięgający na wschodzie po Himalaje, oraz Punica protopunica, będący endemitem wysp Sokotra. Bardzo nieliczny i zagrożony P. protopunica jest prawdopodobnie przodkiem uprawianego już powszechnie w starożytności granatu właściwego. Owoce tego gatunku są jadalne, bogate w antyoksydacyjne polifenole i witaminę C. Roślina używana jest też jako lecznicza. Trwały kielich tego owocu miał być inspiracją dla korony biblijnego króla Salomona i w konsekwencji późniejszych wzorów tego atrybutu władzy.

## Morfologia
PokrójKrzewy i drzewa o wysokości do 6 m, często cierniste.
LiścieSezonowe, naprzemianległe, pojedyncze i całobrzegie, na szczycie z pojedynczym miodnikiem wydzielającym nektar.
KwiatyTworzą się pojedynczo lub zebrane po kilka. Kielich tworzy 5–7 równych działek u dołu zrośniętych w rurkę, czerwono zabarwionych. Płatków korony także jest 5–7, są one delikatne i pomarszczone, czerwone, rzadko białe. Pręciki są liczne. Dolna zalążnia powstaje z 8–12 owocolistków zawierających bardzo liczne zalążki, zwieńczona jest pojedynczą szyjką z klapowanym znamieniem.
OwoceMięsiste jagody o owocni od zewnątrz skórzastej i grubej, czerwonej, fioletowej, purpurowej, brązowej lub żółtej, zwieńczonej trwałym kielichem. Nasiona twarde, liczne upakowane są w komorach porozdzielanych ścianami. Od zewnątrz pokryte są soczystymi osnówkami.

## Nazewnictwo
Nazwa zwyczajowa rodzaju – granat pochodzi z łaciny. Starożytni nazywali ten owoc, złożony z kilkuset cząstek, malum granatum, czyli dosłownie „jabłko ziarniste” (granatus ‘ziarnisty’ < granum ‘ziarnko’). Nazwa naukowa pochodzi od łacińskiej barwy miąższu  – puniceus znaczy ciemnoczerwony, malus punica to owoc granatu.

## Systematyka
Pozycja systematyczna
Rodzaj należący do rodziny krwawnicowatych (Lythraceae), w niektórych ujęciach systematycznych wyodrębniany do własnej rodziny Punicaceae.
Wykaz gatunków
- Punica granatum L. – granat właściwy
- Punica protopunica Balf. f.